# دان بيرلي
دان بيرلي (بالإنجليزية: Dan Burley)‏ هو موسيقي وصحفي وعازف بيانو أمريكي، ولد في 7 نوفمبر 1907 في ليكسينغتون في الولايات المتحدة، وتوفي في 29 أكتوبر 1962 في شيكاغو في الولايات المتحدة.

## وصلات خارجية
- دان بيرلي على موقع IMDb (الإنجليزية)
- دان بيرلي على موقع ميوزك برينز (الإنجليزية)
- دان بيرلي على موقع ديسكوغز (الإنجليزية)